# Skelen
Skelen (også strabisme, strabismus) er en tilstand som får et eller begge øjne til at pege enten ind mod næsen (skeløjet) eller ud mod ørerne (vindøjet). Bælgøjet betyder oprindeligt udstående øjne, men anvendes for skelen.
Øjet kan også skele nedad eller opad fx ved sygdommen congenital fourth nerve palsy (en)